# Palestyńska Partia Ludowa
Palestyńska Partia Ludowa (arab. ‏حزب الشعب الفلسطيني‎) – palestyńska partia polityczna. Założona w lutym 1982 jako Palestyńska Partia Komunistyczna.

## Historia
Ugrupowanie w prostej linii wywodzi się Palestyńskiej Partii Komunistycznej, która w latach 20. była sekcją Międzynarodówki Komunistycznej. Palestyńscy komuniści potępiali syjonizm i opowiadali się za utworzeniem w Palestynie wspólnego, świeckiego oraz demokratycznego państwa Żydów i Arabów. Po aneksji Zachodniego Brzegu przez Jordanię przekształciła się w Jordańską Partię Komunistyczną, a jej znaczenie znacznie spadło. Po 1967 roku, kiedy Związek Radziecki zaczął popierać al-Fatah, komuniści w Palestynie zostali zmarginalizowani. W 1970 roku sformowana została komunistyczna partyzantka Al-Ansar, która weszła do Organizacji Wyzwolenia Palestyny. Komunistyczni fedaini byli szkoleni i zbrojeni przez Ludowy Front Wyzwolenia Palestyny. W połowie lat 70. palestyńscy komuniści wydzielili się z szeregów JPK. Partia uczestniczyła w posiedzeniach Palestyńskiej Rady Narodowej, a w 1987 roku została włączona do Organizacji Wyzwolenia Palestyny. Wewnątrz OWP komuniści zajmowali stanowisko opozycyjne wobec Jasira Arafata. W lutym 1988 roku dokooptowano ich do Zjednoczonego Narodowego Przywództwa Intifady (obok al-Fatahu, DFWP i LFWP).
W październiku 1991 roku zmieniła nazwę na Palestyńska Partia Ludowa. Zrezygnowała równocześnie z leninizmu i przyjęła program gospodarki mieszanej. Popierała porozumienia z Oslo, a jej ówczesny sekretarz generalny Baszir Barghuti wziął udział w negocjacjach z Izraelem.
Uczestniczyła w wyborach w Autonomii Palestyńskiej w 1996 roku, zdobyła 2,93% głosów, nie uzyskując żadnego miejsca w Palestyńskiej Radzie Legislacyjnej. W wyborach prezydenckich w 2005 roku wystawiła kandydaturę Bassama as-Salhi, który zdobył 2,76% głosów. W wyborach w 2006 roku wystartowała z DFWP i Palestyńską Unią Demokratyczną w ramach listy wyborczej „Alternatywa“, koalicja uzyskała 2,72% głosów.
Palestyńska Partia Ludowa współpracuje z Komunistyczną Partią Izraela.
W lipcu 2024 wraz z 13 innymi palestyńskimi ugrupowaniami podpisała Deklarację pekińską.